# 쇼드렐라 애버리

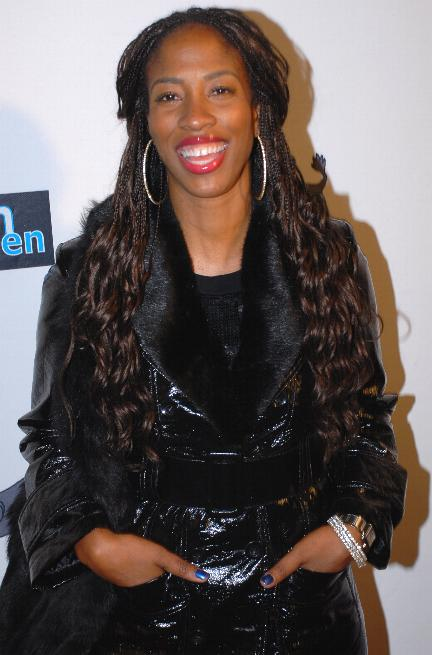

쇼드렐라 애버리(Shondrella Avery, 1971년 4월 26일 ~ )는 미국의 배우, 텔레비전 배우, 영화배우이다.
로스앤젤레스에서 태어났다.

## 영화
- 틸 데스 두 어스 파트 (2017년)
- 어 위켄드 위드 더 패밀리 (2016년)
- 보이 바이 (2016년)
- 윌 투 러브 (2015년)
- 엔드 오브 왓치 (2012년) - 보니타 역
- 벌들의 비밀생활 (2008년) - 그레타 역
- 데자뷰 (2006년)
- 도미노 (2005년) - 라신드라 데이비스 역
- 나폴레옹 다이너마이트 (2004년) - 라폰두 역
- 원 온 원 (2001년)
- 사이버돔 (1999년)
- 트리핑 (1999년)